# سيار الجميل
سيار كوكب علي الجميل، (مواليد 1952م) هو مؤرخ وكاتب عراقي من مدينة الموصل.

## حياته
ولد سيار كوكب علي الجميل في أسرة تعنى بالثقافة (آل الجميل)، كان والده خريج كلية الحقوق العراقية وكان جده علي الجميل صحفياً في الحكومة الوطنية 1921 قبل تشكيلها وأحد الوجوه الثقافية في الموصل آنذاك. أكمل سيار دراسته الأولية في الموصل ودخل كلية الآداب والعلوم الإنسانية (الآداب حالياً) قسم التاريخ وتخرج فيها عام 1974. سافر إلى انكلترا للدراسة وحصل على الدكتوراه في التاريخ الحديث للشرق الأوسط من جامعة سانت أندروز عام 1982. عاد إلى العراق وانتسب تدريسياً للتاريخ الحديث في كلية الآداب عام 1984، غير أنه عمل محاضراً في العديد من الجامعات العربية، منها جامعة تونس الأولى وجامعة وهران في الجزائر وجامعة الحسن الثاني في المغرب.
سافر عام 1992 لحضور مؤتمر في الأردن ولم يعد إلى العراق. دّرس في الجامعات الأردنية ثم انتقل للتدريس في جامعة قطر. وقد زار الجامعات الجزائرية والتونسية وشارك في العديد من المؤتمرات العلمية في العراق وانكلترا وفرنسا والنمسا وتونس والمغرب والجزائر ومصر وتركيا. ولهُ أكثر من 25 بحثا علميا أكاديميا.
يذكر أيضاً أن الدكتور سيار الجميل يعمل أستاذ باحث في المركز العربي للأبحاث ودراسة السياسات في الدوحة قطر.

## مؤلفاته
حسب سيرة سيار الجميل الذاتية فمؤلفاته هي:
- العثمانيون وتكوين العرب الحديث : من أجل بحث رؤيوي معاصر، بيروت، 1989.
- بقايا وجذور: التكوين العربي الحديث، بيروت / عمّان 1997.
- تكوين العرب الحديث 1516- 1916 ، ط1 ( جامعة الموصل 1991).
- تكوين العرب الحديث، ط 2 ، الشروق، عمّان 1997.
- حصار الموصل: الصراع الإقليمي واندحار نادرشاه، الموصل 1990.
- الدليل التاريخي، لندن 1988.
- التحولات العربية: اشكاليات الوعي وتحليل التناقضات وخطاب المستقبل، بيروت 1997.
- العرب والاتراك: الانبعاث والتحديث ( من العثمنة إلى العلمنة ) ، بيروت 1997.
- زعماء وافندية: الباشوات العثمانيون والنهضويون العرب، بيروت - عمّان 1999.
- النسر الأحمر: صلاح الدين الايوبي، بيروت - عمّان 1997
- المجايلة التاريخية: فلسفة التكوين التاريخي، بيروت - عّمان 1999.
- العولمة الجديدة والمجال الحيوي للشرق الأوسط : مفاهيم عصر قادم، ط2 بيروت 2001.
- العولمة والمستقبل: إستراتيجية تفكير! (العرب والمسلمون في القرن الواحد والعشرين)، بيروت - عمّان 2000.
- تفكيك هيكل: مكاشفات نقدية، بيروت - عمّان - لندن، 2000.
- انتلجينسيا العراق: دراسة في النخب العراقية المثقفة الحديثة، لندن 2001.
- الرؤية المختلفة: قراءة نقدية في منهج محمد عابد الجابري، بيروت 1999.
- نسوة ورجال: ذكريات شاهد الرؤية ( نشر متسلسلا ) مؤسسة البيان، دبي 2002-2004.
- المجال الحيوي للخليج العربي: دراسة جيوستراتيجية، أبوظبي 2003.
- المزامنات العربية: اشكالية التفكير وآليات التغيير، بيروت 2003.
- بقايا هيكل: مكاشفات أخرى في اشكاليات محمد حسنين هيكل (نشر متسلسلا) القاهرة 2008.
- جامعة آل البيت في العراق 1924- 1930، بغداد 2013.

## وصلات خارجية
- سيار الجميل على موقع أرشيف الشارخ.
- موقع سيار الجميل